# Jules Keignaert
Jules Keignaert (Tourcoing, 15 giugno 1907 – Neuville-en-Ferrain, 26 maggio 1994) è stato un pallanuotista francese, vincitore di una medaglia di bronzo all'olimpiade di Amsterdam 1928.